# ОШ „Бановић Страхиња” Чукарица
ОШ „Бановић Страхиња“ једна је од основних школа у Чукарици, у насељу Баново брдо. Основана је 1964. године, а налази се у улици Кнеза Вишеслава 15.

## Историјат
Одлуком Скупштине општине Чукарица, на заједничкој седници Општинског већа и Већа радних заједница, 14. јула 1964. године, у циљу растерећења основних школа на Бановом брду основана је нова школа. У прво време школа носи назив „Основна школа у Улици кнеза Вишеслава". На почетку школске 1964/65. године имала је 942 ученика, распоређених у 28 одељења. Касније, у току школске године, формирано је још једно одељење, па је тако укупно било 29 одељења на почетку рада школе. Скупштина општине Чукарица на својој седници од 19. маја 1965. године донела је решење о промени назива школе. Од тога дана школа носи назив Основна школа „Бановић Страхиња", а 19. мај се слави као Дан школе.

## Име школе
Школа носи име по јунаку народних песама Бановић Страхињи. Не може се рећи која се историјска личност крије под тим именом. Претпоставка је да је то био зетски господар Ђурађ Страцимировић Балшић, зет кнеза Лазара, који је владао од 1386. до 1404. године. По народном предању драгачевског краја потомци Страхињића Бана су Страхињићи, најстарија и највећа породица у селу Дљину.
Народна песма везује Бановић Страхињу за место Бањска „крај Косова“ и за чувени манастир, задужбину краља Милутина и његове мајке Јелене из 14. века, која се налази на десној обали Бањске.

## Школа данас
Школски простор (укључујући и фискултурну салу са пратећим простором), смештен је у једном функционалном објекту, чија укупна површина износи 4.038 м2. Поред одговарајућег простора школа има асфалтирано двориште са спортским теренима површине 2.404 м2 и Горански парк у шуми површине 16.033 м2. Површина целокупног комплекса износи 18.000 м2. Школски простор задовољава потребе наставног особља и ученика.
Од почетка школске 2011/12. године у рад је укључена дигитална учионица капацитета 26 радних места и са једном интерактивном таблом, у којој се одвија настава информатике. Остале интерактивне табле користе се у кабинетима за историју и географију, хемију и физику и биологију.
Разредна настава се изводи у учионицама, а предметна настава у специјализованим учионицама и кабинетима:
- десет учионица за разредну наставу
- два кабинета за српски језик
- два кабинета за математику
- један кабинет за физику и хемију
- два кабинета за страни језик (један фоно-кабинет)
- један кабинет за географију и историју
- један кабинет за ликовну и музичку културу
- један кабинет за биологију
- два кабинета за ТИО
- кабинет за информатику (дигитални кабинет)
- свечана сала
- две летње учионице
- једна фискултурна сала;